# Лиспет
«Лиспет» (нем. Lispeth) — рассказ английского писателя Редьярда Киплинга, который был впервые опубликован в «Гражданской и военной газете» провинции Пенджаб Британской Индии 29 октября 1886 года.
Сестра Киплинга Алиса «Трикс», возможно, участвовала в написании некоторых рассказов в «Простых сказках с холмов», в число которых входит и «Лиспет».

## Сюжет
Эпиграфом служит стихотворение «Новообращённый»:
Изгнали вы любовь. Каким богам
Молиться мне в угоду вам?
Троим в одном? Иль одному в троих?
О нет, я отвергаю их.
Мне легче жить среди своих богов,
Чем в путанице троиц и Христов.
Место действия рассказа — Индия.

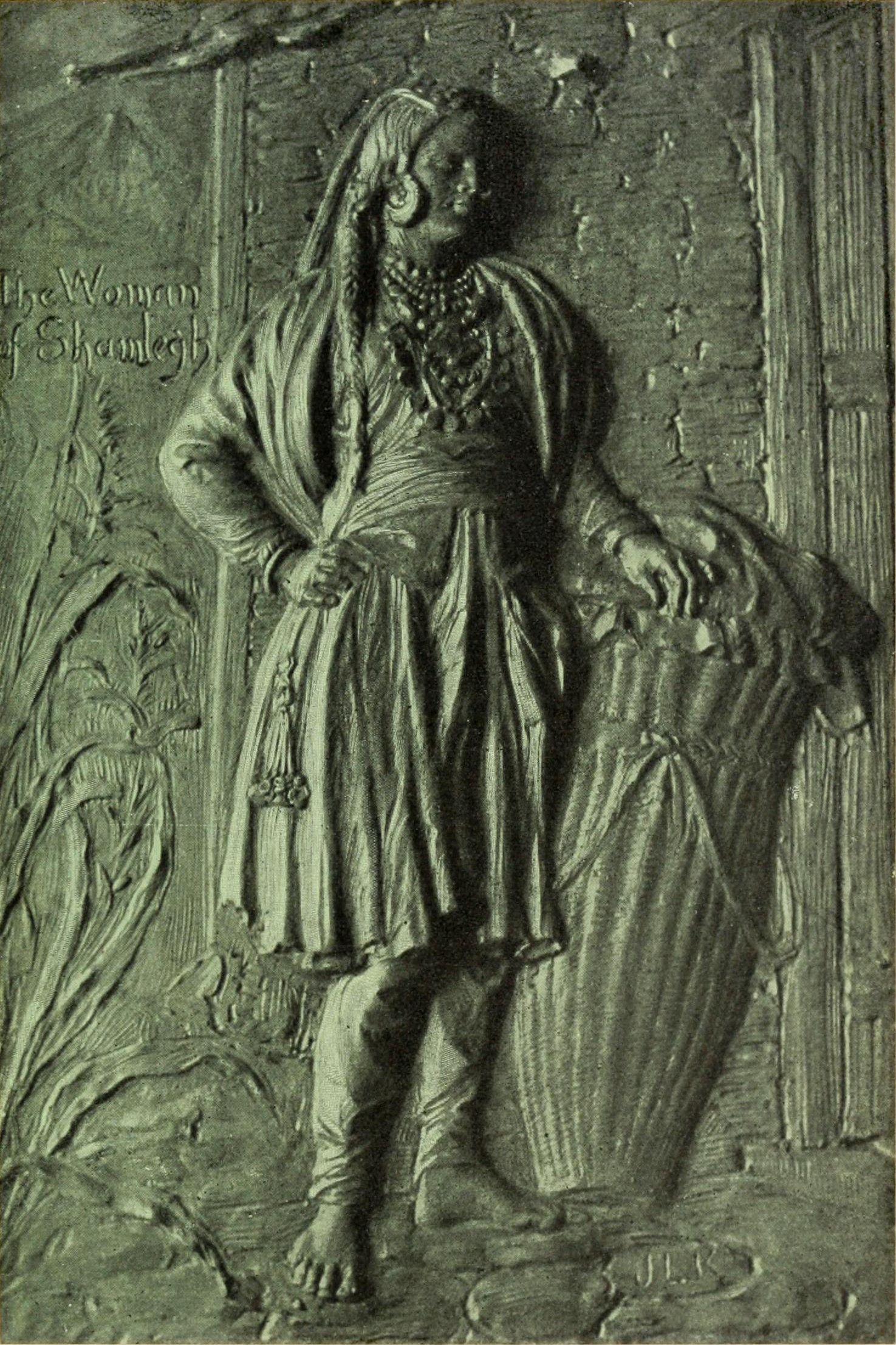
Женщина из Шамлега, Джон Локвуд Киплинг, 1901 год

В центре произведения — история девушки Лиспет. Она была дочерью горца Соно и жены его Джаде. Девочка рано осиротела и её приютила семья пастора.
Лиспет росла красивой девушкой. Жена пастора говорила, что сироте следовало бы найти себе какое-нибудь приличное место, но Лиспет не хотела этого делать.
Однажды, вскоре после того, как ей исполнилось семнадцать лет, Лиспет отправилась в горы. Придя домой, она принесла с собой израненного англичанина, на котором решила жениться. Мужчина ответил, что это невозможно, ведь он женат.
Некоторое время этот человек пожил в доме пастора. Он общался с Лиспет, которая и не старалась скрывать свои чувства, что забавляло англичанина. Когда мужчина стал покидать пасторский дом, девушка попросила его пообещать, что он вернётся и женится на ней. Лиспет была ещё сущим ребёнком, поэтому все двенадцать миль вверх по горе англичанин, обняв девушку, уверял её, что он скоро вернётся и они обвенчаются.
Лиспет более трёх месяцев ждала возвращения англичанина, но он не возвращался. Тогда жена пастора решила, что наступило время сообщить девушке правду о том, что англичанин обещал жениться на ней, только чтобы её успокоить, что грешно и неприлично со стороны Лиспет думать о браке с человеком, который принадлежит к высшей расе, не говоря уж о том, что он обручён. Лиспет же возразила, что это неправда.
После того как Лиспет поняла, что сказанное было правдой, она ушла из дома и вернулась в грязной одежде гималайских женщин без колец в носу и ушах. «Я возвращаюсь к своему народу, — сказала она пастору и его жене. — Вы убили Лиспет. <…> Все вы, англичане, лгуны».
После этого девушка исчезла и никогда больше в этих местах не появлялась.
Она горячо полюбила свой народ, словно желая возместить с лихвой все те годы, что чуждалась его, и вскоре вышла замуж за дровосека, который бил её, как это водится у пахари, и красота её быстро поблекла.
Лиспет дожила до глубокой старости. И трудно было поверить, глядя на неё, что это морщинистое существо с тусклым взором, похожее на кучку истлевшей ветоши, та самая Лиспет из котгархской миссии.

## Оценка
Дамиан Дина приходит к выводу, что Киплинг был милосерднее к своей героине, нежели Лермонтов к Бэле, потому что он «по крайней мере оставил ей выход — уйти назад, к своим».